# Anita Blackmon
Pour les articles homonymes, voir Blackmon.
Anita Blackmon, née le 1er décembre 1893 à Augusta, Arkansas, et morte à le 23 février 1943 à Little Rock, Arkansas,  est une auteure américaine de roman policier. Elle a également publié des romans et nouvelles non-policiers sous son nom de femme mariée, Mrs. Harry Pugh Smith.

## Biographie
Fille du maire d’Augusta et d’une directrice d’école, elle fréquente l’école publique. À 14 ans, elle entre au Ouachita Hills College (en) avant de s’inscrire à l’Université de Chicago. Elle se consacre ensuite à l’enseignement des langues dans un établissement scolaire d’Augusta pendant cinq ans, puis déménage à Little Rock pour y poursuivre sa carrière. En 1920, elle quitte l’enseignement pour épouser Harry Pugh Smith.  Le jeune couple s’installe peu après à Saint-Louis au Missouri.
Elle amorce sa carrière littéraire en publiant dès 1922, sous son nom de femme mariée, Mrs. Harry Pugh Smith, des nouvelles destinées à des magazines féminins, mais également quelques courts récits policiers dans des pulps.  À partir de 1925, elle signe certaines nouvelles de son nom de jeune fille, Anita Blackmon. En 1934, elle publie sous ce nom Her Private Devil, un roman de mœurs qui fait scandale. Elle fait paraître ensuite deux romans policiers, On assassine au Richelieu (1937) et On assassine au Mont-Lebeau (1938), qui obtiennent un gros succès et sont traduits en plusieurs langues. Ces deux romans policiers à l’humour décapant sont des exemples parfaits du sous-genre du Si J’avais Su (Had I but known (en)) et ont pour héroïne la détective amateur Adelaïde Adams.
Sous son nom de femme mariée, elle donne d'autres romans d'inspirations diverses, dont Handmade Rainbows (1934), une fresque sociale pendant la Grande Dépression, Peter Pan’s Daughter (1937) et Happy-Go-Lucky (1938).
Après la mort de son mari survenue le 1er août 1942, Anita Blackmon souffre de dépression chronique. Elle est finalement placée dans une résidence de soins de Little Rock et s’éteint le 23 février 1943.

## Œuvre

### Romans

#### SérieAdelaïde Adams
- Murder a la Richelieu (1937) Publié en français sous le titre On assassine au Richelieu, Genève, Ditis, coll. Détective-club-Suisse no 10, 1945 ; réédition, Paris, Ditis, coll. Detective Club no 2, 1946  ; réédition, Paris, Librairie des Champs-Élysées, Le Masque no 1912, 1988
- The Riddle of the Dead Cats ou There Is No Return (1938) Publié en français sous le titre On assassine au Mont-Lebeau, Genève, Ditis, coll. Détective-club-Suisse no 18, 1946 ; réédition, Paris, Ditis, coll. Detective Club no 81, 1954 ; réédition, Paris, Librairie des Champs-Élysées, Le Masque no 1956, 1989

#### Autre roman non-policier
- Her Private Devil (1934)

#### Autres romans non-policiers signés Mrs. Harry Pugh Smith
- Handmade Rainbows (1934)
- So Many Worlds (1935)
- Peter Pan’s Daughter (1937)
- Hearts Walking (1937)
- Happy-Go-Lucky (1938)

### Nouvelles

#### Signées Anita Blackmon
- Under Another’s Name (1925)
- Love’s Precious Secret (1926)
- With Hearts Aflame (1926)
- The Mystery of Tip Top Inn (1926)
- The High Heart (1927)
- Glory That Flamed (1937)

#### Signées Mrs. Harry Pugh Smith
- The Burnt Offering (1922)
- The Yellow Dog (1922)
- The Hermit (1922)
- The Hindu (1923)
- My Lady’s Dressing-Table (1923)
- The Sting of the Scorpion (1923)
- Banked Fires (1923)
- The Jeweled Pin (1924)
- The Book of Death (1924)
- Jezebel (1925)
- The Pride of Darcy (1925)
- The Devil’s Signet (1925)
- Love at Last (1926)
- A Tangled Skein (1926)
- Fettered (1926)
- The Love Fued (1926)
- Angel Face (1926)
- Lawrie Walks Alone (1926)
- An Interrupted Engagement (1926)
- Love’s Upward Trail (1927)
- The Gay Deceiver (1927)
- Long Live the King! (1928)
- Cheated (1929)
- Flower of Dusk (1929)
- A Cottage for Two (1929)
- The Colonel’s Daughter (1930)
- Double Motive (1930)
- Her Snobbish Dude (1932)
- The Veiled Prince (1932)
- With This Ring (1932)
- Ranch Paradise (1932)
- Firecracker Kathy (1932)
- Give Me a Break ! (1932)
- The Man Who Hate Her (1933)
- Love by Accident (1933)
- Carnival Man (1933)
- Object, Matrimony (1933)
- Cheating the Cheater (1933)
- One True Love (1934)
- One Small White Lie (1934)
- Ghost Between (1935)
- The Marriage of Michael Malloy (1935)
- Little Lost Bride (1935)
- Chained (1935)
- The One-Track Heart (1936)
- Maybe It’s Love (1936)
- Marry Him If You Dare! (1937)
- The Town’s Bad Boy (1937)
- Marry for Love (1937)

## Référence
- Jacques Baudou et Jean-Jacques Schleret, Les Métamorphoses de la chouette : Détective-club, Paris, Futuropolis, 1986, 191 p. (ISBN 978-2-7376-5488-6, OCLC 19810226), p. 129-131.